# Bill Eadie
William Reid "Bill" Eadie (27 de diciembre de 1947) es un luchador profesional estadounidense más conocido por su nombre en el ring, como Ax. También fue parte de la International Wrestling Association (IWA) donde se llamó Bolo Mongol y en la Mid-Atlantic Championship Wrestling como The Masked Superstar. Permaneció con este nombre en sus inicios por la World Wrestling Federation, luego cambió su nombre por Super Machine siendo parte del equipo The Machines. Actualmente trabaja como embajador para la empresa WWE.
Un año después, fue llamado Ax, mientras formó parte de Demolition, siendo este uno de los equipos más populares de la WWF entre los años 90 y con el cual obtuvo 3 reinados como Campeón en Parejas. Ha mantenido el personaje de Ax, luchando para promociones independientes.

## Carrera
Fue profesor y entrenador de la secundaria Cambridge High School, en Cambridge, Ohio y en East Liverpool, Ohio.

### NWA y WWWF/WWF (1973–1984)
Eadie se inició en la lucha libre en 1973, haciendo su debut en Detroit territorio del Sheik (Ed Farhat). Luchó bajo una máscara siendo parte del equipo " Para-Medics". Luego luchó en Pittsburgh, Detroit y en la IWA como Bolo Mongol, formando equipo con su entrenador, Geeto Mongol. Pronto entró en territorio de la Mid-Atlantic Championship Wrestling usando una máscara y siendo conocido como The Masked Superstar. Teniendo en cuenta el personaje por consejo del casamentero George Scott. Fue declarado un campeón olímpico por varios promotores de lucha libre. Eadie desafió a sus opositores con una recompensa de 10 000 dólares a quien pudiera romper su llave "Cobra", al igual que la mortal "Swinging Clothesline". The Masked Superstar pesaba 300 libras, creando muchos desajustes debido a su tamaño, fuerza y agilidad felina. Tuvo muchos combates con The Mighty Igor, Paul Jones, Blackjack Mulligan, Mr. Wrestling II y "Wildfire" Tommy Rich, Dick Murdoch, etc. Fue el primer luchador (Junto con el Blackjack Mulligan) en tener una hora de cage match en 1977. Teniendo una serie de combates cage match contra Mulligan llegando a durar hasta noventa minutos. Se cree que dicha hazaña de hora u hora y media en un cage match no ha sido superada por ningún luchador. Fue uno de los primeros luchadores en pelear cuerpo a cuerpo con André the Giant. Entre sus mayores logros se encuentra el ganar cuatro veces el Campeonato Peso Pesado de Georgia, además de unificarlo con el Campeonato Nacional Peso Pesado de la NWA. También compitió para la World Wrestling Federation entre 1983 y 1984, luchando contra muchos oponentes de primer nivel, tales como el entonces Campeón de la WWF Bob Backlund, Hulk Hogan, The Iron Sheik, Jimmy Snuka, entre otros.

### World Wrestling Federation (1986-1990)
En 1986, regresó a la World Wrestling Federation y se convirtió en Super Machine junto a André the Giant como Giant Machine y Blackjack Mulligan como Big Machine. Los tres Machines fueron presentados como rivales de Bobby Heenan y su masivo equipo conformado por Big John Studd y King Kong Bundy. (The Machines copiaron las máscaras y el gimmick del personaje "Super Strong Machine" perteneciente a la New Japan Pro Wrestling, interpretado por el luchador japonés Junji Hirata). Poco después su gimmick de Machine fue decayendo y se marchó de la WWF, para formar parte de la Championship Wrestling de Florida y seguir su carrera como The Masked Superstar, donde enfrentó a Lex Luger ganando el Campeonato Peso Pesado del Sur de la NWA. Título que mantuvo durante dos semanas antes de que Luger lo recuperara.
En enero de 1987, Eadie regresó a la WWF formando el equipo Demolition junto al ex Moondog, Randy Colley, quien luchó como Smash mientras que Eadie luchó como Ax. (Colley fue reemplazado por Barry Darsow como Smash, después de que se descubriera que mucha gente lo recordaba como Moondog Rex, un personaje que interpretaba anteriormente). Aunque comenzaron como heels, su estilo pendenciero y su carisma los hicieron tan populares que, en noviembre de 1988, se convirtieron en faces. Ganaron los Campeonatos en Parejas de la WWF tres veces, perdiéndolos por última vez en SummerSlam 1990, al tornarse heels, formando un trío con Crush. El concepto de trío fue precipitado por una decisión mutua para ausentar al personaje Ax y así Eadie pueda asumir un papel entre bastidores de la empresa. Un rumor popular en ese momento citaba problemas del corazón por parte de Eadie, que han sido desacreditados en los últimos años. Tuvo una reacción alérgica a los mariscos, mientras estaba en Japón después de Wrestlemania VI siendo esta la verdadera causa de su problema cardíaco temporal. (Eadie lo confirmó en una entrevista rodada en 2007). Antes de que Eadie fuese certificado médicamente, Crush ya había sido reclutado, originalmente como un reemplazo temporal. La nueva posición de Eadie finalmente fracasó y su última aparición en la WWF fue en Survivor Series 1990. Este evento también marcó la última vez que él y Smash trabajaron juntos durante 16 años.
En medio de este período de tiempo, Eadie también trabajó junto a Hulk Hogan como "Jake Bullet" en la película No Holds Barred. Él y Smash aparecieron en varios comerciales de Pizza Hut para la "Kids Night Out" promoción que fue ampliamente vista en la televisión nacional.

### Demolition independiente (1991-1999)
Alrededor de 1991, Ax formó un equipo nuevo, usando el nombre de Demolition, junto a un luchador canadiense de 2.08 metros de altura, llamado "Canadian Giant" o "Demolition Hux". Estuvo de gira con la New Japan Pro Wrestling, frente a estrellas consagradas como Masa Saito, Riki Chōshū y Tatsumi Fujinami, al mismo tiempo que Smash y Crush seguían luchando bajo el nombre de Demolition en la WWF. Eadie luego pasaría a formar un tercer equipo de Demolition junto a Blast (Carmine Azzato). Ellos compitieron en algunos circuitos independiente y luego se separaron. 

### Promociones Independientes (2007-2017)

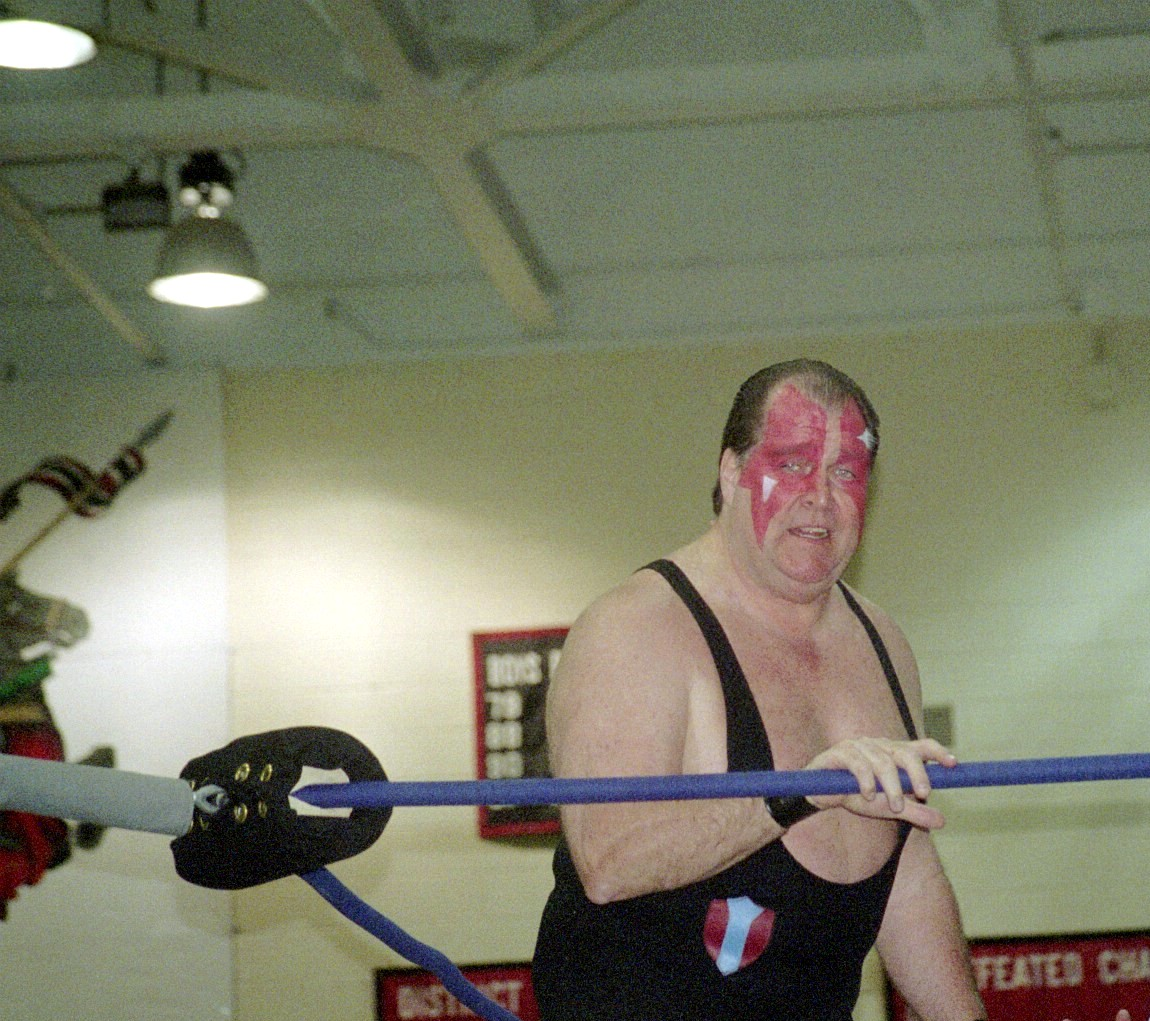
Demolition Ax dentro del ring en 2006.

Desde el 2007, sigue luchando de vez en cuando para promociones independientes, haciendo apariciones en la firma de "legends" show a través de los Estados Unidos, Canadá y Europa. The Masked Superstar derrotó a Greg Valentine por el Mid-Atlantic Heritage Championship. El título cambió de manos en Carolina Wrestling Classic un Sábado, 2 de junio de 2007 en el L. P. Frans Stadium en Hickory, Carolina del Norte. El Millennium Wrestling Federation reunió a Ax y Smash de Demolition en el Wrestling's Living Legends el 1 de abril de 2007, previo a WrestleMania 23 en Windsor, Ontario. Comenzaron a competir regularmente como Ax y Smash, por primera vez en 16 años. El 28 de marzo de 2009, Demolition Ax fue incluido en el Salón de la Fama de Keystone State Wrestling Alliance (KSWA) en Pittsburgh, Pennsylvania. Ax fue incluido debido a su éxito y el hecho de ser un nativo de Brownsville, Pensilvania y de Western, Pensilvania. 
El 2 de octubre de 2010 Ax hizo su tercera aparición en Dynamic Wrestling Alliance, con base en Middletown, Ohio. El 21 de mayo de 2011, Demolition reapareció en el primer iPPV de Full Impact Pro (FIP), donde lucharon en el Main Event contra Ralph Mosca & Tony DeVito, combate que quedó sin resultado debido a una interferencia.

### Regreso a WWE (2025-presente)
En febrero de 2025, Eadie firmó un contrato de leyenda con la WWE.

## Campeonatos y logros
- Championship Wrestling from Florida
  - NWA Southern Heavyweight Championship (versión de la Florida) (1 vez)[5]
- Eastern Sports Association
  - IW North American Heavyweight Championship (1 vez)[10]
- Georgia Championship Wrestling
  - NWA Georgia Heavyweight Championship (4 veces)[3]
  - NWA Georgia Tag Team Championship (1 vez) - con Austin Idol[11]
  - NWA National Heavyweight Championship (3 veces)[4]
  - NWA National Tag Team Championship (3 veces) - con King Kong Bundy (1), Super Destroyer (1) y Big John Studd (1)[12]
- Great Lakes Championship Wrestling
  - GLCW Tag Team Champions (1 vez, actual) - con Smash
- Mid-Atlantic Championship Wrestling
  - NWA Mid-Atlantic Tag Team Championship (1 vez) - con Masked Superstar 2[13]
  - NWA Television Championship (1 vez)[14]
  - NWA World Tag Team Championship (versión Mid-Atlantic) (2 veces) - con Paul Jones[15]
- NWA Big Time Wrestling
  - NWA American Heavyweight Championship (1 vez)[16]
- NWA Mid-America
  - NWA World Tag Team Championship (versión Mid-America) (1 vez) - con Masked Superstar 2[17]
- Pro Wrestling Illustrated
  - Situado en el N°112 en los PWI 500 de 2003[18]
- Southeastern Championship Wrestling
  - NWA Southeastern Heavyweight Championship (Southern Division) (1 vez)[19]
  - NWA Southeastern Tag Team Championship (1 vez) - con Masked Superstar 2[20]
- United States Xtreme Wrestling
  - USXW Tag Team Championship (1 vez, actual) - con Smash
- World Wrestling Federation
  - WWF Tag Team Championship (3 veces) - con Smash[7]
- Professional Wrestling Hall of Fame
  - Class of 2014[21]

## Fuera de lucha
Eadie apoya el buen trabajo del Inner Harbour Hospital Springs Campus en Rockmart, Georgia. Desde hace varios años, The Masked Superstar ha puesto a disposición de muchos sus máscaras y su arte de la lucha libre a sus fanes a través de rifas y subastas, ingresos de los cuales son el apoyo del fondo de operación general de la organización sin fines de lucro Inner Harbour Hospital. También se gana la vida personalizando máscaras para luchadores.